# Take Me (Papa Roach)
Take Me è un singolo del gruppo musicale statunitense Papa Roach, il terzo estratto dal quarto album in studio Getting Away with Murder e pubblicato nel 2005.

## Tracce
1. Take Me – 3:26

## Formazione
- Jacoby Shaddix – voce
- Jerry Horton – chitarra
- Tobin Esperance – basso
- Dave Buckner – batteria

## Classifiche
| Classifica (2005)             | Posizione massima |
| ----------------------------- | ----------------- |
| Stati Uniti (alternative)     | 23                |
| Stati Uniti (mainstream rock) | 11                |